# 오빠생각 (텔레비전 프로그램)
《오빠생각》은 MBC에서 방송되었던 예능 프로그램이며 2017년 5월 20일부터 2017년 9월 11일까지 방영되었다. 타이틀에는 ㅇㅃㅅㄱ으로 표시하였다.
한편, 개그맨 유세윤은 해당 프로그램이 2017년 7월 31일부터 월요일 오후 11시 10분으로 시간대를 이동하면서 JTBC 비정상회담과의 겹치기 출연을 피하기 위해 빠져야 했다.
아울러, 2017년 7월 31일부터 월요일 오후 11시 10분으로 옮겨갔지만 MC들이 스타 영업보다는 본인들의 입담·개그에 집중되면서 게스트들을 돋보이게 만들지 못했고 이 때문에 게스트들은 자신의 매력 발산보다는 고정 출연자들의 입담을 구경하는 방청객 같은 느낌도 자아냈다는 지적을 사 시청률 부진을 면치 못했으며 결국 그 해 9월 11일 방송분을 끝으로 막을 내렸다.

## 방송 시간
| 방송 채널 | 방송 기간                         | 방송 시간                    | 방송 시간                         | 비고           |
| MBC TV    |                                   |                              |                                   |                |
| --------- | --------------------------------- | ---------------------------- | --------------------------------- | -------------- |
| MBC TV    | 2017년 1월 29일                   | 일요일 밤 11:15 ~ 12:20      | 일요일 밤 11:15 ~ 12:20           | 파일럿 (2부작) |
| MBC TV    | 2017년 1월 30일                   | 월요일 저녁 8:35 ~ 밤 10:00  | 월요일 저녁 8:35 ~ 밤 10:00       | 파일럿 (2부작) |
| MBC TV    | 2017년 5월 20일 ~ 2017년 7월 22일 | 1부                          | 매주 토요일 오후 4:50 ~ 저녁 5:20 | 분리 편성      |
| MBC TV    | 2017년 5월 20일 ~ 2017년 7월 22일 | 2부                          | 매주 토요일 저녁 5:20 ~ 6:20      | 분리 편성      |
| MBC TV    | 2017년 7월 31일 ~ 2017년 9월 11일 | 매주 월요일 밤 11:10 ~ 12:35 | 매주 월요일 밤 11:10 ~ 12:35      | 정규 편성      |

## 출연자

### 파일럿 출연자
- 양세형
- 탁재훈
- 유세윤

### 정규 출연자
- 탁재훈
- 이상민
- 이규한
- 허경환
- 은혁 (슈퍼주니어)
- 양세형

### 스페셜 출연자
- 박나래 (2017년 6월 24일 ~ 2017년 7월 1일)

### 이전 출연자
- 이상준
- 이말년
- 강남
- 주결경 (프리스틴)
- 유세윤
- 이국주
- 솔비
- 차오루 (피에스타)
- 이홍기 (FT 아일랜드)

## 의뢰인
- 파일럿 : 채수빈, 윤균상
- 1회 : WINNER
- 2회 : 트와이스
- 3회 : 슈퍼주니어 M (헨리), 슬리피
- 4회 : 젝스키스
- 5회 : 설운도, 악동뮤지션
- 6회 : 슈, 원기준
- 7회 : FT 아일랜드 (이홍기, 최종훈), 홍진영
- 8회 : 서민정, UV (음악 그룹), 슈퍼주니어 (신동)
- 9회 : 딘딘, iKON
- 10회 : 김원준, 박준형
- 11회 : 레드벨벳
- 12회 : 비투비, 박시연
- 13회 : 임슬옹, 정진운, 김수로
- 14회 : 이선빈, 김준호
- 15회 : 김흥국, 태양
- 16회 : 워너원 (강다니엘, 박지훈, 이대휘, 김재환, 황민현)

## 결방 사유
- 2017년 9월 4일 : 《이불 밖은 위험해》 대체 방송되었다.

## 시청률
| 2017년                                           | 2017년   | 2017년         | 2017년         |
| 회차                                             | 방송일   | TNmS 시청률    | AGB 시청률     |
| 회차                                             | 방송일   | 대한민국(전국) | 대한민국(전국) |
| ------------------------------------------------ | -------- | -------------- | -------------- |
| 1회                                              | 5월 20일 | 1.4%           | 1.7%           |
| 1회                                              | 5월 20일 | 2.1%           | 2.5%           |
| 2회                                              | 5월 27일 | 1.3%           | 2.1%           |
| 2회                                              | 5월 27일 | 2.3%           | 2.8%           |
| 3회                                              | 6월 3일  | 1.2%           | 2.1%           |
| 3회                                              | 6월 3일  | 2.2%           | 3.4%           |
| 4회                                              | 6월 10일 | 1.6%           | 2.0%           |
| 4회                                              | 6월 10일 | 2.7%           | 2.8%           |
| 5회                                              | 6월 17일 | 1.8%           | 2.4%           |
| 5회                                              | 6월 17일 | 2.9%           | 3.5%           |
| 6회                                              | 6월 24일 | 1.3%           | 1.9%           |
| 6회                                              | 6월 24일 | 2.5%           | 2.7%           |
| 7회                                              | 7월 1일  | 1.7%           | 2.1%           |
| 7회                                              | 7월 1일  | 3.8%           | 4.2%           |
| 8회                                              | 7월 8일  | 1.6%           | 2.2%           |
| 8회                                              | 7월 8일  | 2.8%           | 3.6%           |
| 9회                                              | 7월 15일 | 1.3%           | 1.6%           |
| 9회                                              | 7월 15일 | 2.5%           | 2.1%           |
| 10회                                             | 7월 22일 | 1.4%           | 1.7%           |
| 10회                                             | 7월 22일 | 2.5%           | 2.4%           |
| 2017년 7월 31일, 월요일 밤 11시 15분 시간대 변경 |          |                |                |
| 11회                                             | 7월 31일 | 1.9%           | 1.8%           |
| 12회                                             | 8월 7일  | 1.6%           | 1.4%           |
| 13회                                             | 8월 14일 | 1.5%           | 1.0%           |
| 14회                                             | 8월 21일 | 1.5%           | 1.2%           |
| 15회                                             | 8월 28일 | 1.5%           | 2.0%           |
| 16회                                             | 9월 11일 | 2.0%           | 1.5%           |

## 참고 사항
- 《우리 결혼했어요》 이후 이어진 토요일 저녁 5시 징크스를 면치 못했고 시달린 프로그램이다.